# Jurići (Žminj)
Pour les articles homonymes, voir Jurići.
Jurići (en italien : Iurici) est une localité de Croatie située en Istrie, dans la municipalité de Žminj, dans le comitat d'Istrie. En 2001, la localité comptait 118 habitants.

## Démographie
| 1948 | 1953 | 1961 | 1971 | 1981 | 1991 | 2001 |
| ---- | ---- | ---- | ---- | ---- | ---- | ---- |
| 177  | 175  | 148  | 119  | 113  | 118  | 118  |